# Proteinkomplex
Ein Proteinkomplex ist eine Zusammenlagerung mehrerer Proteine. Erst in diesem Komplex können viele Proteine ihre zelluläre Funktion wahrnehmen. Je nach Zusammenhang wird ein Proteinkomplex auch als Quartärstruktur bezeichnet, in Analogie zu den Bezeichnungen Primär-, Sekundär- und Tertiärstruktur für die räumlichen Betrachtungsebenen eines Proteins.

## Aufbau
Ein Proteinkomplex kann entweder eine Zusammenlagerung von unterschiedlichen Proteinen sein oder ein Verband aus zwei oder mehr Polypeptidketten, die aus ein und derselben Polypeptidkette, dem Präkursor-Protein, hervorgegangen sind (vgl.: Insulin). Dabei sind die einzelnen Proteine häufig durch Wasserstoffbrücken und Salzbrücken aber auch durch kovalente Bindungen miteinander verknüpft. Die einzelnen Untereinheiten eines solchen Komplexes werden als Protomere bezeichnet. Einige Protomere können ihre Funktion auch als eigenständige Proteine besitzen, aber viele erreichen ihre Funktionalität nur im Komplex.

### Beispiele

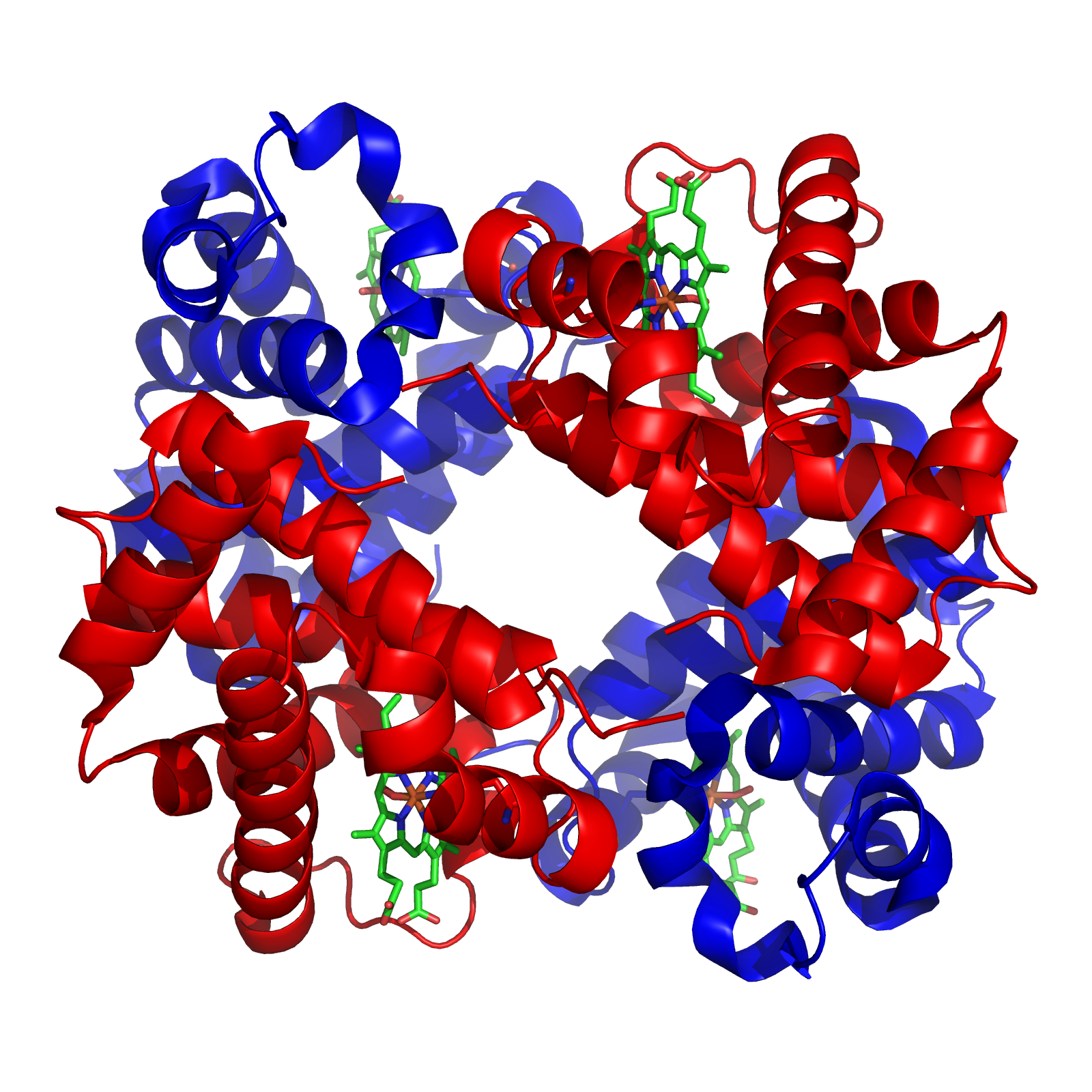
Bändermodell des Hämoglobin-Heterotetramers (αβ)_{2}
Rot: Untereinheit α
Blau: Untereinheit β
Grün: die prosthetische Häm-Gruppe; nach PDB

Als Beispiel für aus mehreren Proteinen zusammengelagerte Komplexe können die Immunglobuline (Antikörper) dienen, bei denen jeweils zwei identische schwere und zwei identische leichte Proteine über insgesamt vier Disulfidbrücken zu einem funktionsfähigen Antikörper verbunden sind.
In ähnlicher Weise bildet Hämoglobin das Hämoglobin-Heterotetramer, bei dem jeweils zwei identische α-Untereinheiten und zwei identische β-Untereinheiten vorliegen.
Ein Beispiel für einen aus 13 verschiedenen Untereinheiten zusammengesetzten Proteinkomplex ist die Cytochrom-c-Oxidase.

## Spezifische Verbindung
Viele Proteindomänen vermitteln sehr spezifische Interaktionen zwischen den Proteinen und bilden so die Grundlage für die Bildung von Proteinkomplexen. Beispiele hierfür sind die PDZ-Domänen, Ankyrin-Repeats und viele andere Domänen. 
Oftmals bilden auch spezifische Gerüstproteine mit solchen Proteindomänen die Basis eines Proteinkomplexes, in dem sie quasi als Brücke zwischen unterschiedlichen Proteinen dienen.

## Untersuchungsmethoden
Viele biochemische Methoden können zum Nachweis von Proteinkomplexen dienen, insbesondere im Bereich der Proteomik.